# JKAMP
JKAMP (англ. JNK1/MAPK8-associated membrane protein) – білок, який кодується однойменним геном, розташованим у людей на короткому плечі 14-ї хромосоми. Довжина поліпептидного ланцюга білка становить 326 амінокислот, а молекулярна маса — 36 751.
| 10         |  | 20         |  | 30         |  | 40         |  | 50         |
| ---------- |  | ---------- |  | ---------- |  | ---------- |  | ---------- |
| MFGAAARSAD |  | LALLEKNLQA |  | AHGCLGLYCG |  | KTLLFKNGST |  | EIYGECGVCP |
| RGQRTNAQKY |  | CQPCTESPEL |  | YDWLYLGFMA |  | MLPLVLHWFF |  | IEWYSGKKSS |
| SALFQHITAL |  | FECSMAAIIT |  | LLVSDPVGVL |  | YIRSCRVLML |  | SDWYTMLYNP |
| SPDYVTTVHC |  | THEAVYPLYT |  | IVFIYYAFCL |  | VLMMLLRPLL |  | VKKIACGLGK |
| SDRFKSIYAA |  | LYFFPILTVL |  | QAVGGGLLYY |  | AFPYIILVLS |  | LVTLAVYMSA |
| SEIENCYDLL |  | VRKKRLIVLF |  | SHWLLHAYGI |  | ISISRVDKLE |  | QDLPLLALVP |
| TPALFYLFTA |  | KFTEPSRILS |  | EGANGH     |  |            |  |            |

A: Аланін

C: Цистеїн

D: Аспарагінова кислота

E: Глутамінова кислота

F: Фенілаланін

G: Гліцин

H: Гістидин

I: Ізолейцин

K: Лізин

L: Лейцин

M: Метіонін

N: Аспарагін

P: Пролін

Q: Глутамін

R: Аргінін

S: Серин

T: Треонін

V: Валін

W: Триптофан

Задіяний у таких біологічних процесах, як відповідь на порушення конформації білку, альтернативний сплайсинг. 
Локалізований у мембрані, ендоплазматичному ретикулумі.